# (8779) 1971 UH1
1971 يو إتش 1 (ويعرف أيضًا باسم (8779) 1971 يو إتش 1 وفق تسمية الكوكب الصغير) (بالإنجليزية: 1971 UH1)‏ هو كويكب ضمن حزام الكويكبات؛ وترتيبه 8779 من حيث الاكتشاف.
اكتُشف هذا الجُرم الفلكي بواسطة لوبوش كوهوتك في 26 أكتوبر 1971.

## وصلات خارجية
- (8779) 1971 UH1 في قاعدة بيانات مختبر الدفع النفاث لأجرام النظام الشمسي الصغيرة

- الاكتشاف · مخطط المدار ·  العناصر المدارية · المعلمات المادية

- (8779) 1971 UH1 على موقع ويكي سكاي: DSS2, SDSS, GALEX, IRAS, Hydrogen α, X-Ray, Astrophoto, Sky Map, Articles and images